# Trachystoma
Trachystoma es un género de fanerógamas perteneciente a la familia Brassicaceae.   Comprende 4 especies descritas y de estas, solo 2 aceptadas.

## Taxonomía
El género fue descrito por Otto Eugen Schulz y publicado en Botanische Jahrbücher für Systematik, Pflanzengeschichte und Pflanzengeographie 54(Beih. 119): 52. 1916.

## Especies aceptadas
A continuación se brinda un listado de las especies del género Trachystoma aceptadas hasta septiembre de 2013, ordenadas alfabéticamente. Para cada una se indica el nombre binomial seguido del autor, abreviado según las convenciones y usos.
- Trachystoma aphanoneurum (Marie & Weiller) Marie & Weiller
- Trachystoma ballii O.E. Schulz